# بایننس
بایننس (به انگلیسی: Binance) یک صرافی رمزارز آنلاین است که امکان مبادله رمزارزهای متعددی را فراهم می‌آورد. در سال ۲۰۱۸ این صرافی از نظر حجم معاملات در جایگاه بزرگترین مرکز جابجایی رمزارز قرار گرفته بود. چانگ پنگ ژائو مدیر بنیان‌گذار (Changpeng Zhao) بایننس است. او پیش از تأسیس بایننس، شرکت فیوژن سیستم (Fusion Systems) را تأسیس کرده بود که در زمینه ارایه راه‌حل‌های مبتنی بر فناوری اطلاعات در حوزه مالی فعالیت داشت.
در حال حاضر تنها مخصوص بیت کوین است و از روش پرداخت «FPPS» یا «پرداخت کامل در ازای سهم» استفاده می‌کند. در این روش پرداخت، سود حاصل از استخراج به همراه کارمزد حاصل از تایید تراکنش‌ها میان اعضا تقسیم می‌شود. در آینده، شبکه‌های مبتنی بر اثبات سهام و شبکه‌های مبتنی بر اثبات انجام کار دیگری نیز به این استخراج اضافه خواهد شد.
در جدول زیر بیشتر با صرافی بینانسه آشنا می شوید.
| حوزه فعالیت                | خرید و فروش ارز دیجیتال |
| حوزه فعالیت                | Chanpeng Zhao (CZ)      |
| حوزه فعالیت                | ۲۰۱۷                    |
| محل شرکت                   | توکیو، پکن              |
| کیفیت خدمات                | ممتاز                   |
| امنیت                      | بسیار بالا              |
| احراز هویت                 | الزامی                  |
| پشتیبانی                   | مناسب                   |
| -------------------------- | ----------------------- |
| روش واریز                  | ارز دیجیتال و فیات      |
| روش برداشت                 | ارز دیجیتال و فیات      |
| تعداد ارز پشتیبانی شده     | بالغ بر صد رمز ارز      |
| حجم معاملات                | بسیار بالا              |
| کوین اختصاصی               | بایننس کوین bnb         |
| بلاک چین اختصاصی           | smartchain              |
| پشتیبانی از کاربران ایرانی | خیر                     |

## سرقت از صرافی بایننس
در تاریخ ۷ ماه مه سال ۲۰۱۹ میلادی شرکت بایننس بیان کرد که هکرها از یک رخنه امنیتی توانسته‌اند به کیف پول‌های داغ این صرافی که ۲ درصد دارایی‌های موجود در این پلتفرم بود دسترسی پیدا کنند  و ۷ هزار بیت‌کوین به ارزش ۴۰ میلیون دلار را در آن مقطع زمانی سرقت کنند.  ژائو، یکی از بنیان‌گذاران این صرافی در توییتر اعلام کرد یک سوءاستفاده در پل زنجیره‌ای متقاطع BSC Token Hub، منجر به BNB بیش از حد شده است. ما از تمام اعتباردهندگان خواسته‌ایم تا BSC را به‌طور موقت تعلیق کنند. هکرها با پناه بردن به فیشینگ، جعل، ویروس و سایر حملات توانسته‌اند از سدهای امنیتی این صرافی به ترتیبی گذر کنند. Binance برای مدتی خرید و فروش کریپتوها را ممنوع کرده بود اما پروسه ترید بعد از مدتی جنجال، همچنان از سر گرفته شد.

## صندوق SAFU
صندوقی است که بایننس در ۳ ژوئیه ۲۰۱۸ راه اندازی کرد که عملکرد آن به این صورت است که ۱۰ درصد از کارمزد تمام معاملات به این صندوق اختصاص می یابد، تا در صورتی که سرمایه کاربران به دلایل پیشبینی نشده از بین برود از طریق این صندوق جبران شود. نام این صندوق از اشتباه تایپی یک ژورنالیست به نام Bizonacci که یک ویدیو از اطلاعیه بایننس با عنوان "Funds are SAFU" گرفته شد چرا که بعد از این اتفاق عبارت "Funds are SAFU" در شبکه های اجتماعی ترند شد.

## فاینانس غیر متمرکز DeFi بایننس
قسمت DeFi مربوط به فاینانس غیر متمرکز بوده و اشاره به اکوسیستمی (مجموعه از برنامه‌هایی) دارد که در حال توسعه و رشد بر بستر سیستم‌های بلاکچین هستند. DeFi در حقیقت خلاصه‌ی Decentralized Finance بوده و مفهوم آن، فرمی از کارهای مالی است که نیاز به یک واسط متمرکز نداشته و بر روی شبکه‌ قابل اجرا باشد. برای مثال، بروکرها، صرافی‌ها و یا بانک‌هایی که خارج از سیستم سنتی و متمرکز به مشتریان خدمات دهند. پایه‌ی اینگونه خدمات، قراردادهای هوشمند است. این دسته، شامل چند صد دارایی بوده که چند دارایی معروف آن به شرح زیر است:
- بیتکوین (BTC)
- اتریوم (Ethereum)
- اتریوم کلاسیک(ETC)
- تتر (USDT)
- بایننس کوین (BNB)
- آدا (ADA)
- داج (DOGE)
- ریپل (XRP)
- دات (DOT)
- بیتکوین کش (BTCH)
- لایت کوین (LTC)
- و صدها کوین دیگر که پس از گذراندن دوره استفاده از این صرافی دی‌لیست می‌شوند...

ارز دیجیتال  ( Binance Coin ) با نماد انحصاری BNB در واقع رمز ارزی است که توسط صرافی ارز دیجیتال بایننس در ماه ژوئیه سال 2017 (تیر ماه سال 1396) معرفی شده است . بایننس کوین به عنوان سوختی برا انجام عملیات در اکوسیستم بایننس برای پرداخت هزینه های مختلف این صرافی از جمله: هزینه ی واریز و برداشت وجه وهزینه ی خرید رمز ارزهای ارائه شده در عرضه ی اولیه  استفاده میشود.

## مشکلات نظارتی گسترده
در حال حاضر صرافی بایننس با کشور های متعددی دچار درگیری های نظارتی و قانونی شده و خدمات به آنها را تغییر داده است.از جمله آن میتوان به محدودیت استفاده از معاملات مشتقه برای کشورهای اروپایی اشاره کرد. پس از مدت ها فعالیت کاربران کشورهای مختلف اکنون بایننس تنها اجازه فعالیت به کاربران کشورهای تایید شده همراه با احراز هویت را میدهد.
بایننس در تاریخ ۲۹ مرداد ۱۴۰۰ تمام کاربران خود را ملزم به انجام احراز هویت کرده است و کاربرانی که احراز هویت نکرده اند قابلیت انجام هیچ فعالیتی در بایننس نخواهند داشت.
این صرافی رمزارز آنلاین، در تاریخ ۲۹ مرداد ۱۴۰۳، توسط دولت ونزوئلا فیلتر شد و باعث عدم دسترسی کاربران این کشور به بایننس شده است.